# Prenol

Prenol, ou 3-metil-2-buten-1-ol, é um álcool natural. É um dos mais simples terpenos. É um óleo claro incolor que é razoavelmente solúvel em água e miscível com a maioria dos solventes orgânicos comuns. Tem um odor frutal e é usado ocasionalmente em perfumaria.